# Wprost
Wprost es un periódico semanal polaco fundado en 1982. La temática está centrada en la actualidad política y social. Hasta 1989 el ámbito de difusión era en las actuales provincias que en su día formaron parte de la Gran Polonia pasando a ser de tirada nacional.
El semanario pertenece a la compañía Platforma Mediowa Point Group.

## Historia

### Línea editorial
El primer editor jefe fue Janusz Przybysz quien estuvo al cargo hasta 1983, a partir de aquel año fue reemplazado por Waldemar Kosiński hasta 1989. El editor que más tiempo estuvo al cargo del semanario fue Marek Król hasta finales de 2006, también ejerció de presidente y de accionista de la empresa. Tras su renuncia, Piotr Gabryel asumió sus funciones hasta que Stanisław Janecki le suplió en 2007.
A finales de 2009, la compañía Platforma Mediowa se hizo con el 80% de las acciones, en aquel entonces, Wprost era propiedad de Agencja Wydawniczo-Reklamowa. Posteriormente los cargos de director jefe fueron para Tomasz Lis (de 2010 a 2012) y Katarzyna Kozłowska y Michał Kobosko a partir de 2013.

### Polémicas
En junio de 2014 Wprost publicó una serie de transcripciones secretas que involucraron a varios miembros del Gobierno en varios bares de Varsovia. Se cree que las grabaciones estuvieron fechadas en el verano de 2013. Uno de los afectados en las escuchas fue Radoslaw Sikorski, ministro de Asuntos Exteriores junto al de Economía: Jacek Rostowski. La conversación de ambos quedó registrada en una cinta en la que criticaban de manera despectiva al primer ministro del Reino Unido: David Cameron y a su mano derecha. En otra grabación, el director del Banco Nacional de Polonia Marek Belka estuvo hablando sobre las elecciones de 2015 con el ministro de Interior.
Sikorski admitió haber mantenido tal conversación, aunque Belka no hizo declaraciones sobre el asunto a pesar de haber sido grabado. Estas publicaciones forzaron a Donald Tusk a dar explicaciones ante el Parlamento. En cuanto al editor jefe de entonces, Sylwester Latkowski fue cuestionado por negarse a que agentes gubernamentales registrasen la sede del semanario durante la investigación que se estaba llevando a cabo.